# Lista över Gambias regeringschefer

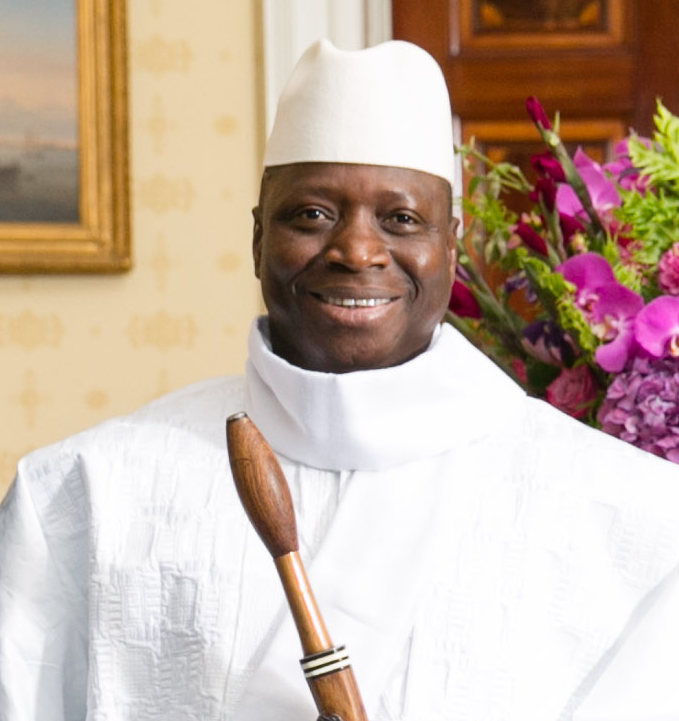
Yahya Jammeh är regeringschef i Gambia sedan 1994.

Detta är en lista över Gambias regeringschefer. Sedan 1970 är Gambias president såväl stats- som regeringschef. 
| Namn              | Ämbetsperiod                |
| ----------------- | --------------------------- |
| Pierre Sarr N'Jie | mars 1961 – 12 juni 1962    |
| Dawda Jawara      | 12 juni 1962 – 22 juli 1994 |
| Yahya Jammeh      | 22 juli 1994 –              |